# Аномеравани, Эндрю
Эндрю Вивьен Аномеравани Омбениджува (фр. Andrew Vivien Anomerawani Ombenidjouwa; род. 8 июня 2001, Порт-Жантиль) — габонский футболист, защитник клуба «Стад Манджи».

## Карьера
В июле 2022 года футболист на правах свободного агента стал игроком молдавского клуба «Динамо-Авто». Дебютировал за клуб футболист 31 июля 2022 года в матче против клуба «Милсами», выйдя на замену на 82 минуте. По итогу первой половину сезона футболист вместе с клубом занял последнее место в турнирной таблице и отправился во вторую фазу за место в Суперлиге. Дебютный гол за клуб футболист забил 19 мая 2023 года в полуфинале против селеметского «Спартания», выйдя в финал второй фазы. Вместе с клубом стал победителем раунда плей-офф, где в финале 24 мая 2023 года победил кишинёвскую «Викторию». На протяжении всего сезона футболист оставался в клубе преимущественно игроком замены.
В июле 2023 года появилась информация, что к футболист близок к переходу в белорусский клуб «Гомель». Вскоре футболист официально присоединился к белорусскому клубу. Контракт с футболистом был заключён на год с опцией продления. Дебютировал за клуб 23 июля 2023 года в матче Кубка Белоруссии против «Осиповичей», выйдя на поле в стартовом состав, однако по итогу проиграли с минимальным счётом и вылетели с турнира. Затем футболист на протяжении всего сезона оставался на скамейке запасных, на поле так и не выйдя. По итогу сезона футболист вместе с клубом завершил чемпионат на итоговом шестом месте. В декабре 2023 года футболист покинул белорусский клуб.
В начале 2025 года футболист стал выступать за габонский клуб «Стад Манджи»